# Rašid Alievič Sjunjaev
Rašid Alievič Sjunjaev, in russo Раши́д Али́евич Сюня́ев? (Tashkent, 1º marzo 1943), è un fisico e astronomo russo.

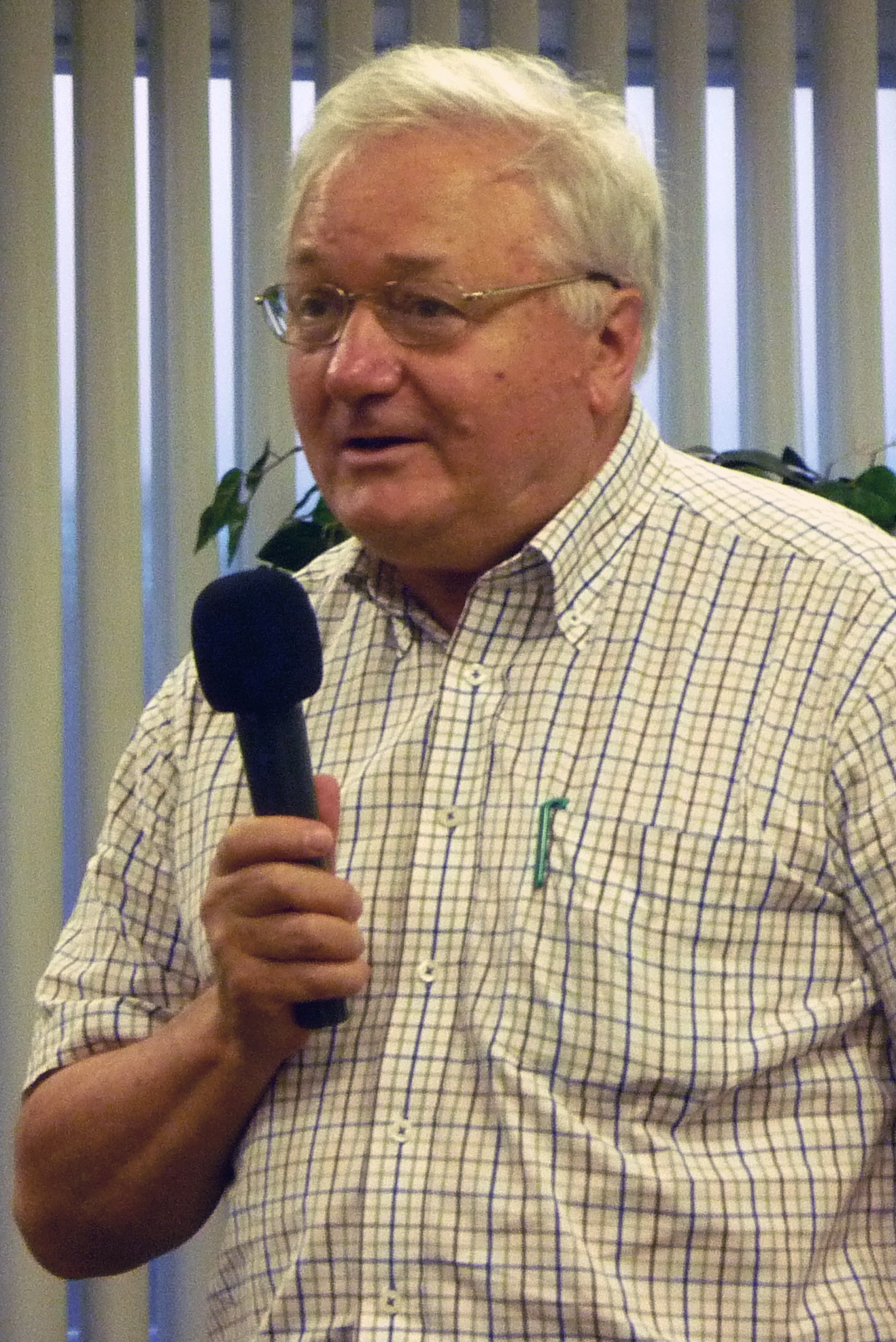
Rašid Alievič Sjunjaev, 2010

Dopo essersi laureato all'Istituto di Fisica e Tecnologia di Mosca e aver conseguito il dottorato all'Università statale di Mosca nel 1974 ottiene la cattedra di professore.
In collaborazione con Jakov Borisovič Zel'dovič, alla Moscow Institute of Applied Mathematics, elabora una teoria conosciuta come effetto Sunyaev-Zel'dovich, che permette di spiegare i meccanismi che generano anisotropie nella radiazione cosmica di fondo.

## Onorificenze
- Premio Bruno Rossi, 1988
- Gold Medal of the Royal Astronomical Society, 1995
- Bruce Medal, 2000
- Dannie Heineman Prize for Astrophysics, 2003
- Gruber Prize in Cosmology, 2003
- Premio Crafoord, 2008
- Henry Norris Russell Lectureship, 2008
- Karl Schwarzschild Medal, 2008
- Premio Kyōto per le scienze di base, 2011